# Campeonato Amapaense
El Campeonato Amapaense es el campeonato de fútbol estadual del estado de Amapá en el Norte de Brasil. El torneo es organizado por la Federação Amapaense de Futebol y adoptó el profesionalismo en el año 1991.

## Equipos participantes 2025
| Equipo       | Ciudad  | Estadio - capacidad                             |
| ------------ | ------- | ----------------------------------------------- |
| Cristal      | Macapá  | Estadio Milton de Souza Corrêa (Zerão) - 13 680 |
| Independente | Santana | Estadio Milton de Souza Corrêa (Zerão) - 13 680 |
| Oratório     | Macapá  | Estadio Milton de Souza Corrêa (Zerão) - 13 680 |
| Portuguesa   | Macapá  | Estadio Milton de Souza Corrêa (Zerão) - 13 680 |
| Santana      | Santana | Estadio Milton de Souza Corrêa (Zerão) - 13 680 |
| Santos       | Macapá  | Estadio Milton de Souza Corrêa (Zerão) - 13 680 |
| Trem         | Macapá  | Estadio Milton de Souza Corrêa (Zerão) - 13 680 |
| Ypiranga     | Macapá  | Estadio Milton de Souza Corrêa (Zerão) - 13 680 |

## Campeones

### Era Amateur
| - 1944: Macapá - 1945: Amapá - 1946: Macapá - 1947: Macapá - 1948: Macapá - 1949: No se realizó - 1950: Amapá - 1951: Amapá - 1952: Trem - 1953: Amapá - 1954: Macapá - 1955: Macapá - 1956: Macapá - 1957: Macapá - 1958: Macapá - 1959: Macapá | - 1960: Santana - 1961: Santana - 1962: Santana - 1963: CEA Clube - 1964: Juventus - 1965: Santana - 1966: Juventus - 1967: Juventus - 1968: Santana - 1969: Macapá - 1970: São José - 1971: São José - 1972: Santana - 1973: Amapá - 1974: Macapá - 1975: Amapá | - 1976: Ypiranga - 1977: Guarany - 1978: Macapá - 1979: Amapá - 1980: Macapá - 1981: Macapá - 1982: Independente - 1983: Independente - 1984: Trem - 1985: Santana - 1986: Macapá - 1987: Amapá - 1988: Amapá - 1989: Independente - 1990: Amapá |

### Era profesional
| Temporada | Campeón       | Subcampeón    |
| --------- | ------------- | ------------- |
| 1991      | Macapá        | Amapá         |
| 1992      | Ypiranga      | Trem          |
| 1993      | São José      | Amapá         |
| 1994      | Ypiranga      | Macapá        |
| 1995      | Independente  | Cristal       |
| 1996      | 'No disputado | 'No disputado |
| 1997      | Ypiranga      | São José      |
| 1998      | Aliança       | Amapá         |
| 1999      | Ypiranga      | Aliança       |
| 2000      | Santos-AP     | Mazagão       |
| 2001      | Independente  | São José      |
| 2002      | Ypiranga      | Independente  |
| 2003      | Ypiranga      | Independente  |
| 2004      | Ypiranga      | São José      |
| 2005      | São José      | Amapá         |
| 2006      | São José      | Amapá         |
| 2007      | Trem          | Cristal       |
| 2008      | Cristal       | São José      |
| 2009      | São José      | Santana       |
| 2010      | Trem          | Santana       |
| 2011      | Trem          | Santos-AP     |
| 2012      | Oratório      | Ypiranga      |
| 2013      | Santos-AP     | Macapá        |
| 2014      | Santos-AP     | São Paulo-AP  |
| 2015      | Santos-AP     | Trem          |
| 2016      | Santos-AP     | Trem          |
| 2017      | Santos-AP     | Macapá        |
| 2018      | Ypiranga      | Santos-AP     |
| 2019      | Santos-AP     | Ypiranga      |
| 2020      | Ypiranga      | Santana       |
| 2021      | Trem          | Santos-AP     |
| 2022      | Trem          | Independente  |
| 2023      | Trem          | Independente  |
| 2024      | Trem          | Oratório      |
| 2025      | Trem          | Oratório      |

## Títulos por club
| Club         | Ciudad  | Campeón | Años campeón                                                                                         |
| ------------ | ------- | ------- | --- |
| Macapá       | Macapá  | 17      | 1944, 1946, 1947, 1948, 1954, 1955, 1956, 1957, 1958, 1959, 1969, 1974, 1978, 1980, 1981, 1986, 1991 |
| Amapá        | Macapá  | 10      | 1945, 1950, 1951, 1953, 1973, 1975, 1979, 1987, 1988, 1990                                           |
| Ypiranga     | Macapá  | 10      | 1976, 1992, 1994, 1997, 1999, 2002, 2003, 2004, 2018, 2020                                           |
| Trem         | Macapá  | 10      | 1952, 1984, 2007, 2010, 2011, 2021, 2022, 2023, 2024, 2025                                           |
| Santana      | Santana | 7       | 1960, 1961, 1962, 1965, 1968, 1972, 1985                                                             |
| Santos       | Macapá  | 7       | 2000, 2013, 2014, 2015, 2016, 2017, 2019                                                             |
| São José     | Macapá  | 6       | 1970, 1971, 1993, 2005, 2006, 2009                                                                   |
| Independente | Santana | 5       | 1982, 1983, 1989, 1995, 2001                                                                         |
| Juventus     | Macapá  | 3       | 1964, 1966, 1967                                                                                     |
| CEA Clube    | Macapá  | 1       | 1963                                                                                                 |
| Guarany      | Macapá  | 1       | 1977                                                                                                 |
| Aliança      | Santana | 1       | 1998                                                                                                 |
| Cristal      | Macapá  | 1       | 2008                                                                                                 |
| Oratório     | Macapá  | 1       | 2012                                                                                                 |